# 质子转移反应质谱法
质子转移反应质谱法（英語：Proton-transfer-reaction mass spectrometry，缩写：PTR-MS），是一种使用气相水合氢离子作为离子源试剂的分析化学方法。使用质子转移反应质谱法进行分析的仪器称为质子转移反应质谱仪。
1995年，因斯布鲁克大学粒子物理研究所的科学家们发明了这一分析方法。目前，PTR-MS多用于环境空气中的挥发性有机物的实时监测。质子转移反应质谱仪通常由一个与漂移管直接连接的离子源以及分析系统共同组成（与选择粒子流动管质谱仪SIFT-MS不同，SIFT-MS并不与滤质器直接连通）。质子转移反应质谱仪通常使用四极杆质量选择器或飞行时间质谱仪作为分析系统。
商用的PTR-MS通常反应时间为100毫秒，并且可以达到兆分之一的灵敏度。目前PTR-MS的主要应用领域包括环境研究，食品与风味科学，生物研究，医学研究等。

## 工作原理
使用H3O+ 作为离子源的质子转移过程可以描述如下，其中{\displaystyle R} 指的是待测的痕量组分：
{\displaystyle H_{3}O^{+}+R\longrightarrow RH^{+}+H_{2}O}
上述反应受到质子间亲和力的限制，仅可以在{\displaystyle R} 的质子亲和力比H2O 大的情况下进行，即{\displaystyle R} 的质子亲和力需要大于691 KJ/mol。空气中的主要成分例如氮气N2，氧气O2，氩气Ar和二氧化碳CO2等的质子亲和力都要小于691 KJ/mol，因此可以认为H3O+只和其中的挥发性有机物进行反应，而空气本身则起到缓冲气体的作用。此外，由于待测物中的痕量组分含量很低，通常可以近似认为反应过程中的H3O+总数是维持不变的。由此，我们也就可以得到如下反应方程式：

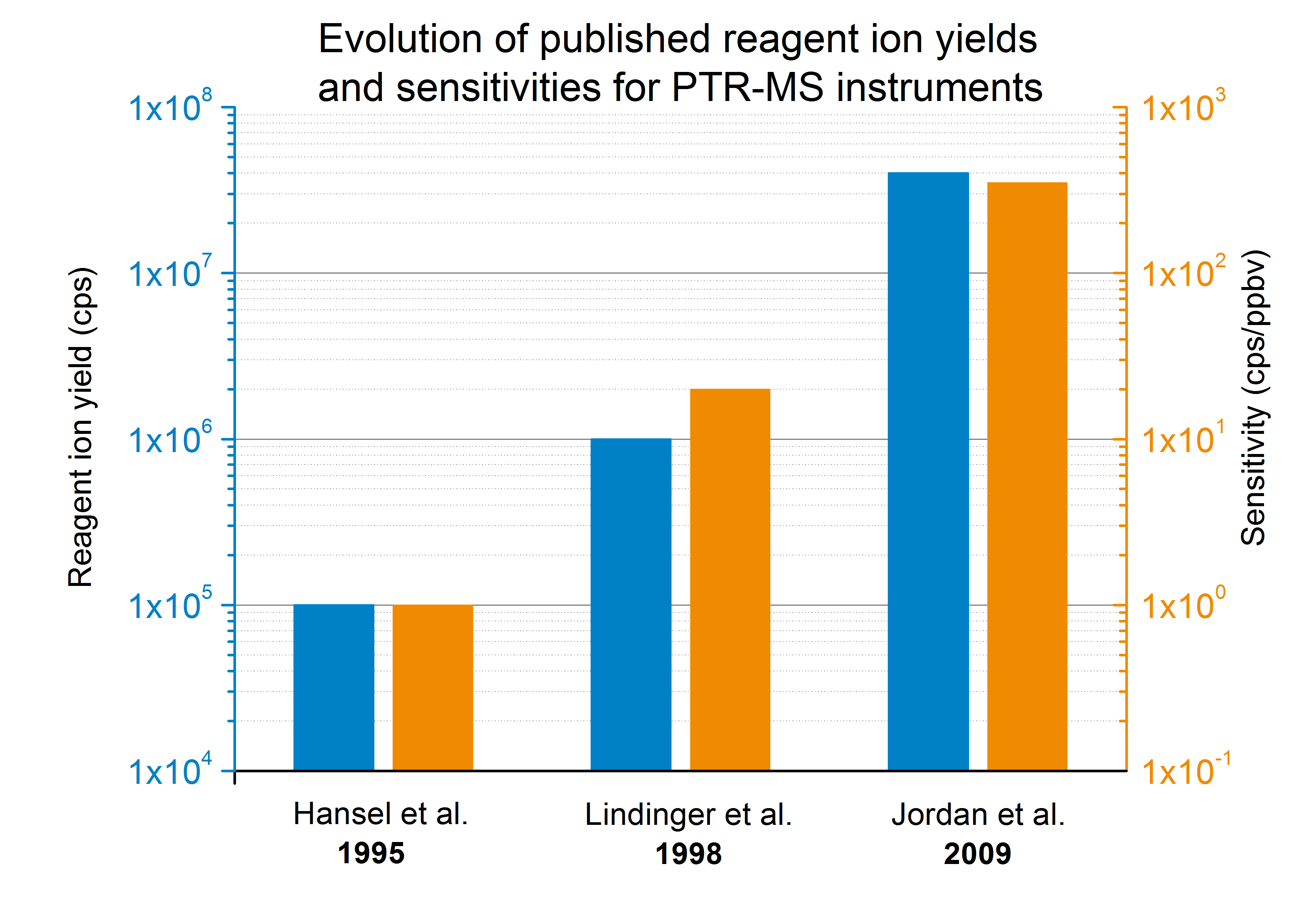
图1: 从一系列同行评审期刊中获得的离子源离子产率和PTR-MS灵敏度的比较

{\displaystyle [RH^{+}]=[H_{3}O^{+}]_{0}(1-e^{-k[R]t})\thickapprox [H_{3}O^{+}]_{0}[R]kt}
其中，{\displaystyle [RH^{+}]} 指的是反应物离子浓度，{\displaystyle [H_{3}O^{+}]_{0}} 指的是在默认缓冲气体不参加反应的情况下的离子源离子浓度，{\displaystyle k} 指的是化学反应速率常数，{\displaystyle t} 指的是离子通过反应区域需要的平均时间。PTR-MS质谱仪可以对反应物离子浓度和离子源离子浓度进行测量，多数化合物的反应速率常数都可以在相关文献中获得，而反应时间通常可以从仪器参数中获得。因此，痕量组分的绝对浓度{\displaystyle [R]}就可以很容易的通过计算获得，而不需要进行任何校准或使用标准气体。同样这也说明了PTR-MS质谱仪的总灵敏度主要由离子源的离子产率决定，见图1。